# Westerdale
Westerdale är en ort och civil parish i Storbritannien.   Den ligger i grevskapet North Yorkshire och riksdelen England, i den centrala delen av landet, 300 km norr om huvudstaden London. Westerdale ligger 217 meter över havet och antalet invånare är 149.
Terrängen runt Westerdale är kuperad söderut, men norrut är den platt. Runt Westerdale är det ganska glesbefolkat, med 27 invånare per kvadratkilometer. Närmaste större samhälle är Guisborough, 12,7 km nordväst om Westerdale. Trakten runt Westerdale består i huvudsak av gräsmarker.